# Металлург-Оскол
«Металлург-Оскол» — российский футбольный клуб из Старого Оскола.

## История
Клуб основан в 1997 году. Первое название — Спортивный клуб «ГосНИ—Спартак». В 2005 году — Спортивный клуб «Оскол-Динамо». В 2006—2009 годах — футбольный клуб «Зодиак». Изменение названия клуба было связано с тем, что в состав учредителей клуба вошла строительная компания ООО «Зодиак».
В 2007 году клуб занял первое место в любительской лиге, в зоне «Черноземье». С 2008 года выступал в зоне «Центр» второго дивизиона.
В 2009 году был переименован в «Зодиак-Оскол», в 2010 — в «Металлург-Оскол». В Кубке России 2011/2012 дошёл до 1/16 финала, где с минимальным счётом уступил «Томи».
В 2014 году снялся с соревнований второго дивизиона из-за финансовых проблем. В 2015 году под названием «Оскол-Динамо» участвовал в чемпионате Белгородской области.
В Старом Осколе существовал также футбольный клуб «Оскол», до 1994 года носивший название «Металлург».
С 2015 года команда с названием «Металлург-ОЭМК» начала выступать в любительской лиге (зона «Черноземье»), в сезонах-2015 и 2016 она занимала 3-е место, а в сезонах 2017 и 2018 становилась победителем зонального турнира.
В апреле 2021 года клуб снова возвращает себе название «Металлург-Оскол». По сообщениям СМИ это решение поддержано основным спонсором клуба и даст игрокам «возможность полностью посвятить себя тренировкам и спортивным достижениям».

## Цвета клуба
| Синий | Белый |

## Достижения
- Бронзовый призёр чемпионата России во Втором дивизионе, зона «Центр»: 2010.
- Победитель: III дивизиона (люб.) / ЛФЛ МОА «Черноземье»/СФФ «Центр» (5): 2007, 2008, 2017, 2018, 2023.
- Бронзовый призёр: III дивизиона (люб.) / ЛФЛ МОА «Черноземье» (2): 2006, 2015, 2016.
- Обладатель Кубка МОА «Черноземье»/СФФ «Центр»: 2015, 2017, 2019
- Победитель первенства Белгородской области: 2002.
- Победитель Чемпионата Белгородской области в клубном зачёте: 2003.
- Финалист Кубка Белгородской области: 2003.
- Обладатель «Кубка Регионов Черноземья-2013»

Самый лучший результат в Кубке страны: 1/16 финала Кубка России — 2011/12.
Самая крупная победа:
5:0 «Ника» (Москва).
Самое крупное поражение:
0:5 «Сокол» (Саратов).
Самая длинная победная серия:
сезон 2010 года, 6 матчей.
Самая длинная серия без побед:
сезон 2008 года, 7 матчей.

## Статистика выступлений
| Сезон   | Лига                                                | Место | Кубок | Примечания                                                        |
| ------- | --------------------------------------------------- | ----- | ----- | ----------------------------------------------------------------- |
| 2006    | ЛФЛ России, зона «Черноземье»                       | 3     | —     |                                                                   |
| 2007    | ЛФЛ России, зона «Черноземье»                       | 1     | —     | Вышел во Второй дивизион                                          |
| 2007    | ЛФЛ России, Финальный турнир                        | 5     | —     |                                                                   |
| 2008    | Второй дивизион, зона «Центр»                       | 14    | 1/256 |                                                                   |
| 2009    | Второй дивизион, зона «Центр»                       | 5     | 1/64  |                                                                   |
| 2010    | Второй дивизион, зона «Центр»                       | 3     | 1/256 | Первенство России среди футбольных клубов третьего дивизиона 2015 |
| 2011/12 | Второй дивизион, зона «Центр»                       | 4     | 1/16  |                                                                   |
| 2012/13 | Второй дивизион, зона «Центр»                       | 14    | 1/128 |                                                                   |
| 2013/14 | Второй дивизион, зона «Центр»                       | 16    | 1/256 | Расформирован. Клуб покинул Второй дивизион                       |
| 2015    | III дивизион (ЛФК), зона «Черноземье»               | 3     |       |                                                                   |
| 2016    | III дивизион (ЛФК), зона «Черноземье»               | 3     |       |                                                                   |
| 2017    | III дивизион (ЛФК), зона «Черноземье»               | 1     |       |                                                                   |
| 2018    | III дивизион (ЛФК), зона «Черноземье» (СФФ «Центр») | 1     |       |                                                                   |
| 2019    | III дивизион (ЛФК), зона «Черноземье» (СФФ «Центр») | 2     |       |                                                                   |
| 2020    | III дивизион (ЛФК), зона «Черноземье» (СФФ «Центр») | 4     |       |                                                                   |
| 2021    | III дивизион (ЛФК), зона «Черноземье» (СФФ «Центр») | 3     |       |                                                                   |
| 2022    | III дивизион (ЛФК), зона «Черноземье» (СФФ «Центр») | 3     |       |                                                                   |
| 2023    | III дивизион (ЛФК), зона «Черноземье» (СФФ «Центр») | 1     |       |                                                                   |
| 2024    | III дивизион (ЛФК), зона «Черноземье» (СФФ «Центр») | 4     |       |                                                                   |